# Andreas Gustafsson (gångare)

För andra personer med samma namn, se Andreas Gustafsson.  
Bo Andreas Gustafsson, född 10 augusti 1981 i Vasa församling i Göteborg, är en svensk-amerikansk gångare som bland annat tävlat i ett flertal finnkamper på 10 000 meter och på ett antal internationella mästerskap på både 20 och 50 kilometer. Han är son till OS-silvermedaljören Bo Gustafsson och bor i San Diego, Kalifornien.
Hans bästa placering på ett globalt mästerskap är en 21:a plats på 50 km från Världsmästerskapen i friidrott 2009. Personbästat på 20 km är från 2013 och personbästat på 50 km är från 2012.

## Doping
Den 20 mars 2015 stängdes Andreas Gustafsson av från tävlande efter att ha testat positivt för doping på en tävling i USA i december 2014 där han noterade en tid som troligtvis hade räckt för att bli uttagen till Världsmästerskapen i friidrott 2015. Substansen visade sig vara epo (erytropoietin). Hans blodvärden ska även ha varit förhöjda vid Europamästerskapen i friidrott 2014 och Finnkampen 2014 men bara tillräckligt för att ha väckt misstanke om bloddoping, något som framkom i maj 2015. Efter avslöjandet om det positiva A-provet från tävlingen i USA valde Gustafsson att inte begära analys av B-provet och erkände sedan för ledningen på det Svenska Gång- och Vandrarförbundet att han medvetet dopat sig. Gustafsson stängdes enligt gällande regler av från tävlingsgång i två år och förbundet stängde sedan av honom ytterligare två år från all landslagsverksamhet.
Gustafsson har tidigare öppet anklagat gångare från Ryssland för att systematiskt ha dopat sig, kritiserat dem för detta och tagit stort avstånd från sådant fusk, inte minst gjorde han det vid Europamästerskapen i friidrott 2014 då han bland annat ska ha sagt följande: "...skulle jag ta medalj på EM med två ryssar framför sig som man i stort sett vet är dopade då är det inte roligt". Han lyckades dock inte få någon placering i något av de två loppen. På 20 km-loppet bröt han och på 50 km blev han diskvalificerad enligt gångens tekniska regler.
Det är oklart hur länge han dopade sig.